# Stazione meteorologica di Agordo
La stazione meteorologica di Agordo è la stazione meteorologica di riferimento relativa alla località di Agordo.

## Coordinate geografiche
La stazione meteorologica è situata nell'Italia nord-orientale, nel Veneto, in provincia di Belluno, nel comune di Agordo, a 611 metri s.l.m.

## Dati climatologici
Secondo i dati medi del trentennio 1961-1990, la temperatura media del mese più freddo, gennaio, si attesta a -1,0 °C, mentre quella del mese più caldo, luglio, è di +19,1 °C .
| Agordo             | Mesi | Mesi | Mesi | Mesi | Mesi | Mesi | Mesi | Mesi | Mesi | Mesi | Mesi | Mesi | Stagioni | Stagioni | Stagioni | Stagioni | Anno |
| Agordo             | Gen  | Feb  | Mar  | Apr  | Mag  | Giu  | Lug  | Ago  | Set  | Ott  | Nov  | Dic  | Inv      | Pri      | Est      | Aut      | Anno |
| ------------------ | ---- | ---- | ---- | ---- | ---- | ---- | ---- | ---- | ---- | ---- | ---- | ---- | -------- | -------- | -------- | -------- | ---- |
| T. max. media (°C) | 4,0  | 6,4  | 10,7 | 15,2 | 19,6 | 22,8 | 25,4 | 24,8 | 21,7 | 16,4 | 8,6  | 4,5  | 5,0      | 15,2     | 24,3     | 15,6     | 15,0 |
| T. min. media (°C) | −6,0 | −4,7 | −0,7 | 3,7  | 7,7  | 11,1 | 12,8 | 12,4 | 9,5  | 4,4  | 0,2  | −4,6 | −5,1     | 3,6      | 12,1     | 4,7      | 3,8  |